# GKrellM
GKrellM est un moniteur système logiciel servant à surveiller l'état du processeur, de la mémoire vive, des disques durs, des interfaces réseau, des boîtes de courriel ainsi que beaucoup d'autres choses. Il est distribué sous licence GNU GPL.
Des greffons (ou plugins) sont disponibles pour une multitude de tâches, par exemple piloter le lecteur multimédia XMMS ou un client SETI@home. GKrellM est devenu populaire auprès des utilisateurs des systèmes d'exploitation GNU/Linux et *BSD. Il existe pour lui beaucoup de thèmes différents. GKrellM utilise peu de mémoire vive, mais il n'est pas aussi extensible que d'autres logiciels similaires, tels les gDesklets.
GKrellM est un logiciel libre, diffusé sous les termes de la GNU/GPL.